# Alessandro
Alessandro ist ein männlicher Vorname.

## Herkunft und Bedeutung
Alessandro ist die italienische Form von Alexander und bedeutet somit in etwa „der Männerbeschützer“. Eine Kurzform des Namens ist Sandro.

## Namensträger

### Vorname

#### A
- Alessandro Abruscia (* 1990), italienischer Fußballspieler
- Alessandro Achillini (1463–1512), italienischer Philosoph und Arzt
- Alessandro Albani (1692–1779), italienischer Kardinal
- Alessandro Albenga (* 1957), italienischer Organist
- Alessandro Alessandroni (1925–2017), italienischer Musiker
- Alessandro Algardi (1598–1654), italienischer Bildhauer und Architekt
- Alessandro Allori (1535–1607), italienischer Maler
- Alessandro Altobelli (* 1955), italienischer Fußballspieler
- Alessandro Andrei (* 1959), italienischer Kugelstoßer
- Alessandro Antonelli (1798–1888), italienischer Architekt
- Alessandro Anzani (1877–1956), italienischer Ingenieur und Rennfahrer

#### B
- Alessandro Ballan (* 1979), italienischer Radrennfahrer
- Alessandro Banzer (* 1988), liechtensteinischer Poolbillardspieler
- Alessandro Barberi (* 1971), österreichischer Sozial- und Medienwissenschaftler
- Alessandro Barchiesi (* 1955), italienischer Altphilologe
- Alessandro Baricco (* 1958), italienischer Schriftsteller
- Alessandro Bastoni (* 1999), italienischer Fußballspieler
- Alessandro Bausani (1921–1988), italienischer Philologe
- Alessandro Bazzana (* 1984), italienischer Radrennfahrer
- Alessandro Benetton (* 1964), italienischer Unternehmer
- Alessandro Bernardini (* 1987), italienischer Fußballspieler
- Alessandro Bertolini (* 1971), italienischer Radrennfahrer
- Alessandro Bertuola (* 1979), italienischer Radrennfahrer
- Alessandro Bianchi (Politiker) (* 1945), italienischer Politiker und Autor
- Alessandro Bianchi (Fußballspieler, 1966) (* 1966), italienischer Fußballspieler
- Alessandro Bianchi (Fußballspieler, 1989) (* 1989), san-marinesischer Fußballspieler
- Alessandro Birindelli (* 1974), italienischer Fußballspieler
- Alessandro Bisolti (* 1985), italienischer Radrennfahrer
- Alessandro Blasetti (1900–1987), italienischer Filmregisseur
- Alessandro Bonci (1870–1940), italienischer Sänger (Tenor)
- Alessandro Bosetti (* 1973), italienischer Performancekünstler, Komponist und Jazzsaxophonist
- Alessandro Buongiorno (* 1999), italienischer Fußballspieler

#### C
- Alessandro Cagliostro (1743–1795), italienischer Alchemist und Hochstapler
- Alessandro Cagno (1883–1971), italienischer Rennfahrer
- Alessandro Calvi (* 1983), italienischer Schwimmer
- Alessandro Caruso (* 1980), deutscher Fußballspieler
- Alessandro Casolani (1552–1607), italienischer Maler
- Alessandro Cicognini (1906–1995), italienischer Komponist
- Alessandro Cinuzzi (1458–1474), italienischer Page
- Alessandro Cortinovis (* 1977), italienischer Radrennfahrer
- Alessandro Costacurta (* 1966), italienischer Fußballspieler

#### D
- Alessandro D’Ancona (1835–1914), italienischer Schriftsteller
- Alessandro D’Errico (* 1950), italienischer Apostolischer Nuntius
- Alessandro De Marchi (Dirigent) (* 1962), italienischer Dirigent und Cembalist
- Alessandro De Marchi (Radsportler) (* 1986), italienischer Radrennfahrer
- Alessandro Del Mar, Regisseur von Pornofilmen
- Alessandro Del Piero (* 1974), italienischer Fußballspieler
- Alessandro Di Martile (* 1979), italienischer Fußballspieler
- Alessandro Diamanti (* 1983), italienischer Fußballspieler

#### F
- Alessandro Farnese (1468–1549), italienischer Geistlicher, siehe Paul III.
- Alessandro Farnese (Kardinal) (1520–1589), italienischer Politiker und Geistlicher, Kardinal
- Alessandro Farnese (1545–1592), italienischer Feldherr und Diplomat, Herzog von Parma und Piacenza
- Alessandro Farnese (1635–1689), italienisch-spanischer Feldherr, Prinz von Parma und Piacenza
- Alessandro Fattori (* 1973), italienischer Skirennläufer
- Alessandro Figà Talamanca (1938–2023), italienischer Mathematiker
- Alessandro Florenzi (* 1991), italienischer Fußballspieler
- Alessandro Fongaro (* 1991), italienischer Jazzmusiker
- Alessandro Fortis (1842–1909), italienischer Politiker
- Alessandro Franchi (1819–1878), italienischer Geistlicher, Titularerzbischof von Thessalonica
- Alessandro Franchi (Maler) (1838–1914), italienischer Maler

- Alessandro Frigerio (1914–1979), Schweizer Fußballspieler

#### G
- Alessandro Galilei (1691–1737), italienischer Architekt
- Alessandro Galli da Bibiena (1686–1748), italienischer Architekt
- Alessandro Gamberini (* 1981), italienischer Fußballspieler
- Alessandro Gassmann (* 1965), italienischer Schauspieler, Regisseur und Drehbuchautor
- Alessandro Gavazzi (1809–1889), italienischer Theologe
- Alessandro Gazzi (* 1983), italienischer Fußballspieler
- Alessandro Gherardini (1655–1726), italienischer Maler
- Alessandro Maria Gottardi (1912–2001), italienischer Geistlicher, Erzbischof von Trient
- Alessandro Gramigni (* 1968), italienischer Motorradrennfahrer
- Alessandro Grandi (1590–1630), italienischer Sänger, Kapellmeister und Komponist
- Alessandro Grandoni (* 1977), italienischer Fußballspieler
- Alessandro Guidoni (1880–1928), italienischer Flugzeugkonstrukteur und General

#### H
- Alessandro Hämmerle (* 1993), österreichischer Snowboarder

#### K
- Alessandro Kouzkin (* 1992), russischer Rennfahrer

#### L
- Alessandro La Marmora (1799–1855), italienischer General
- Alessandro Lambruschini (* 1965), italienischer Hindernisläufer
- Alessandro Lante Montefeltro della Rovere (1762–1818), italienischer Kardinal
- Alessandro Leopardi (1466–1523), italienischer Architekt, Bildhauer, Ingenieur und Goldschmied
- Alessandro Longhi (Fußballspieler) (* 1989), italienischer Fußballspieler
- Alessandro Longo (1864–1945), italienischer Komponist und Musikwissenschaftler
- Alessandro Lualdi (1858–1927), italienischer Geistlicher, Erzbischof von Palermo und Kardinal
- Alessandro Lucarelli (* 1977), italienischer Fußballspieler

#### M
- Alessandro Maffei (1662–1730), bayerischer General
- Alessandro Maganza (1556–1632), italienischer Maler
- Alessandro Maggiolini (1931–2008), italienischer Geistlicher, Bischof von Como
- Alessandro Magnasco (1667–1749), italienischer Maler
- Alessandro Malaspina di Mulazzo (1754–1810), italienischer Adliger und Seefahrer
- Alessandro Mancini (* 1975), san-marinesischer Politiker
- Alessandro Manzoni (1785–1873), italienischer Schriftsteller
- Alessandro Marcello (1673–1747), italienischer Adliger und Komponist
- Alessandro Matri (* 1984), italienischer Fußballspieler
- Alessandro Mattei (1744–1820), italienischer Geistlicher, Erzbischof von Ferrara und Kardinal
- Alessandro Mazzi (* 1987), italienischer Radrennfahrer
- Alessandro de’ Medici (1510–1537), Herzog von Florenz
- Alessandro Melani (1639–1703), italienischer Komponist
- Alessandro Melazzini (* 1974), deutsch-italienischer Journalist
- Alessandro Mendini (1931–2019), italienischer Designer und Architekt
- Alessandro Moreschi (1858–1922), italienischer Sänger (Sopran)
- Alessandro Moretto (1490–1554), italienischer Maler und Freskant

#### N
- Alessandro Nannini (* 1959), italienischer Automobilrennfahrer
- Alessandro Natta (1918–2001), italienischer Politiker
- Alessandro Nesta (* 1976), italienischer Fußballspieler
- Alessandro Nini (1805–1880), italienischer Komponist
- Alessandro Nivola (* 1972), US-amerikanischer Schauspieler

#### P
- Alessandro Palma di Cesnola (1839–1914), US-amerikanischer Major, Diplomat und Archäologe
- Alessandro Parisi (* 1977), italienischer Fußballspieler
- Alessandro Pasqualini (1493–1559), italienischer Architekt
- Alessandro Pavolini (1903–1945), italienischer Politiker
- Alessandro Peretti (1571–1623), italienischer Kardinal
- Alessandro Pertini (1896–1990), italienischer Politiker
- Alessandro Pesenti-Rossi (* 1942), italienischer Automobilrennfahrer
- Alessandro Petacchi (* 1974), italienischer Radrennfahrer
- Alessandro Piccinini (1566–1638), italienischer Lautenist und Komponist
- Alessandro Piccolo (Agrarwissenschaftler) (* 1951), italienischer Agrarwissenschaftler und Chemiker
- Alessandro Piccolomini (1508–1578), italienischer Dichter, Philosoph und Astronom
- Alessandro Pieroni (1550–1607), italienischer Architekt und Maler
- Alessandro Pistone (* 1975), italienischer Fußballspieler
- Alessandro Pittin (* 1990), italienischer Nordischer Kombinierer
- Alessandro Piu (* 1996), italienischer Fußballspieler
- Alessandro Plizzari (* 2000), italienischer Fußballspieler
- Alessandro Poglietti († 1683), Organist und Komponist
- Alessandro Potenza (* 1984), italienischer Fußballspieler
- Alessandro Preziosi (* 1973), italienischer Schauspieler
- Alessandro Profumo (* 1957), italienischer Bankmanager
- Alessandro Proni (* 1982), italienischer Radrennfahrer

#### R
- Alessandro Riario (1543–1585), italienischer Kardinal
- Alessandro Riedle (* 1991), deutscher Fußballspieler
- Alessandro Rinaldi (Grasskiläufer) (* 1987), italienischer Grasskiläufer
- Alessandro Rolla (1757–1841), italienischer Violinist und Komponist
- Alessandro Rosina (* 1984), italienischer Fußballspieler
- Alessandro Rossi (Politiker) (* 1967), san-marinesischer Politiker

#### S
- Alessandro Salvio (1570–1640), italienischer Schachspieler
- Alessandro Sanguinetti (1816–1846), italienischer Bildhauer
- Alessandro Sanminiatelli Zabarella (1840–1910), italienischer Lateinischer Patriarch von Konstantinopel und Kurienkardinal
- Alessandro Sanquirico (1777–1849), italienischer Maler, Bühnenbildner und Dekorateur
- Alessandro Santini (1922–1993), italienischer Filmregisseur und Filmproduzent
- Alessandro dos Santos (* 1977), japanischer Fußballspieler
- Alessandro Scarlatti (1660–1725), italienischer Komponist
- Alessandro Schiesaro (* 1963), italienischer Altphilologe
- Alessandro Schöpf (* 1994), österreichischer Fußballspieler
- Alessandro Schuster (* 2002), deutscher Schauspieler und Filmemacher
- Alessandro Sforza (Condottiere) (1409–1473), italienischer Condottiere und Stadtherr
- Alessandro Sforza (Kardinal) (1534–1581), italienischer Geistlicher, Bischof von Parma
- Alessandro Specchi (1666–1729), italienischer Architekt und Grafiker
- Alessandro Spezialetti (* 1975), italienischer Radrennfahrer
- Alessandro Stradella (1643–1682), italienischer Sänger und Komponist
- Alessandro Striggio der Ältere (1536–1592), italienischer Komponist
- Alessandro Striggio der Jüngere (1573–1630), italienischer Librettist

#### T
- Alessandro Tassoni (1565–1635), italienischer Dichter
- Alessandro Turchi (1578–1649), italienischer Maler

#### U
- Alessandro Urzì (* 1966), italienischer Politiker

#### V
- Alessandro Vallebona (1899–1987), italienischer Radiologe
- Alessandro Vanotti (* 1980), italienischer Radrennfahrer
- Alessandro Varotari (1588–1649), italienischer Maler
- Alessandro Verde (1865–1958), italienischer Kardinal
- Alessandro Vitali (≈1580–1630), italienischer Maler
- Alessandro Vittoria (1525–1608), italienischer Bildhauer
- Alessandro Vollero (1889–1959), italo-amerikanischer Mafioso
- Alessandro Volta (1745–1827), italienischer Physiker

#### Z
- Alessandro Zamperini (* 1982), italienischer Fußballspieler
- Alessandro Zanardi (* 1966), italienischer Automobilrennfahrer

### Zwischenname
- Giovanni Alessandro Brambilla (1728–1800), italienischer Arzt und Militärchirurg
- Cosimo Alessandro Collini (1727–1806), italienischer Naturhistoriker und Sekretär Voltaires
- Pietro Alessandro Guglielmi (1728–1804), italienischer Komponist

### Familienname
- Joseph Alessandro (* 1944), maltesischer Ordensgeistlicher, Koadjutorbischof von Garissa